# جان-إتيان دومينيك إسكيرول
جان-إتيان دومينيك إسكيرول (بالفرنسية: Jean-Étienne Esquirol)‏‏ (3 فبراير 1772 في تولوز - 12 ديسمبر 1840 في باريس) طبيب نفسي من فرنسا.

## روابط خارجية
- جان-إتيان دومينيك إسكيرول على موقع الموسوعة البريطانية (الإنجليزية)